# José Román Corzanego
José Román Corzanego (Algeciras, 23 de septiembre de 1871-Madrid, 9 de febrero de 1957) fue un escritor, dibujante y escultor español.

## Biografía
Como ilustrador colaboró desde muy joven en los periódicos de Madrid como humorista gráfico; dentro del campo de la caricatura y las viñetas humorísticas se conocen varios álbumes como Aduana de Algeciras y una serie erótica no publicada.

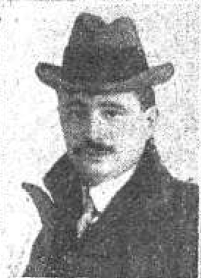
Retrato de Román publicado en 1912

Su labor como escultor fue también notable, de ese modo en 1920 obtuvo el primer premio en la Exposición Regional de Granada por su escultura El Mestizo; también realizó trabajos como escultor en su ciudad natal, prueba de ello son el busto dedicado a Ventura Morón, un conocido médico de la ciudad, el Cristo Yacente para la hermandad del Santo Entierro de Algeciras , El Cristo Atado a la Columna de la hermandad de Columna y Lágrimas de Algeciras y el Cristo de La Providencia que se encuentra en la parroquia de San García Abad de Algeciras. También varios relieves que decoran diversos edificios de la ciudad como la imagen de San Isidro Labrador en la fachada de la capilla del mismo nombre, la portada de la feria de 1913 o la decoración de la ciudad para la recepción de las tropas de la guerra de África. En el ámbito de Algeciras está muy bien considerada una caricatura de Juan Belmonte realizada sobre una piedra que se localiza en la carretera de Tarifa llamada Piedra de Belmonte.
Fue un escritor bien considerado dentro del género costumbrista, sobre todo en la época en la que vivió en Granada, de este tiempo son las obras Rueda de noria, Visiones del Porvenir, El motor de explosión, Granada...Granada, De la España ignorada, Elogio de la cultura, El libro de los toros, y el ensayo crítico Frente al lienzo.